# Cueva de las Manos
Cueva de las Manos (på svenska: Grottan med händerna) ligger vid Río Pinturas i Patagonien, Argentina. Det är mer likt en klippvägg, inramad med lite överhängande berg, än en grotta. På klippväggen finns målningar av hundratals händer, vilka gett grottan dess namn. Här finns också ett antal djur avbildade. Målningarna är mellan 13 000 och 9 500 år gamla.